# Connected
Az 1992-es Connected a Stereo MC’s nagylemeze. A Connected, Ground Level, Step It Up és Creation dalok kislemezen is megjelentek és slágerek lettek. A Connected dal részben a Carphone Warehouse reklámjából lett ismert.
1994-ben elnyerte a legjobb brit albumnak járó Brit Awards díjat. 2000-ben a Q magazin az 52. helyre rakta minden idők 100 legjobb brit albumának listáján. Szerepel az 1001 lemez, amit hallanod kell, mielőtt meghalsz című könyvben.

## Az album dalai
|     | Cím               | Szerző(k)                                                | Hossz |
| --- | ----------------- | -------------------------------------------------------- | ----- |
| 1.  | Connected         | Robert Birch, Nicholas Hallam, H.W. Casey, Richard Finch | 5:14  |
| 2.  | Ground Level      | Birch, Hallam                                            | 4:13  |
| 3.  | Everything        | Birch, Hallam, James L. Worthy                           | 3:47  |
| 4.  | Sketch            | Birch, Hallam, Tuzé DeAbreu                              | 5:44  |
| 5.  | Fade Away         | Birch, Hallam                                            | 4:25  |
| 6.  | All Night Long    | Birch, Hallam                                            | 4:07  |
| 7.  | Step It Up        | Birch, Hallam                                            | 5:01  |
| 8.  | Playing With Fire | Birch, Hallam                                            | 4:20  |
| 9.  | Pressure          | Birch, Hallam                                            | 3:50  |
| 10. | Chicken Shake     | Birch, Hallam                                            | 3:50  |
| 11. | Creation          | Birch, Hallam                                            | 5:03  |
| 12. | Don't let up      | Birch, Hallam                                            | 3:11  |
| 13. | The End           | Birch, Hallum, Carole King, Toni Stern                   | 3:47  |

## Kislemezek
| Megjelenés     | Kislemez     | Helyezés (UK) |
| -------------- | ------------ | ------------- |
| 1992. október  | Connected    | 18            |
| 1992. november | Step It Up   | 12            |
| 1993. február  | Ground Level | 19            |
| 1993. május    | Creation     | 19            |

## Közreműködők

### Stereo MCs
- Robert Charles "Rob B." Birch – ének
- Nick "The Head" Hallam – DJ
- Ian Frederick "Owen If" Rossiter – dob, ütőhangszerek
- Cath Coffey – háttérvokál

### További közreműködők
- James Hallawell – billentyűk, orgona
- Paul O. Kane, Matthew Seligman – basszusgitár
- Chicu Modu – szaxofon
- Ivan Hussey, Johnny T., Anya Ulman – vonósok
- Kick Horns – rézfúvósok

## Fordítás
- Ez a szócikk részben vagy egészben a Connected (Stereo MCs album) című angol Wikipédia-szócikk ezen változatának fordításán alapul.  Az eredeti cikk szerkesztőit annak laptörténete sorolja fel. Ez a jelzés csupán a megfogalmazás eredetét és a szerzői jogokat jelzi, nem szolgál a cikkben szereplő információk forrásmegjelöléseként.